# Бандаж балетный

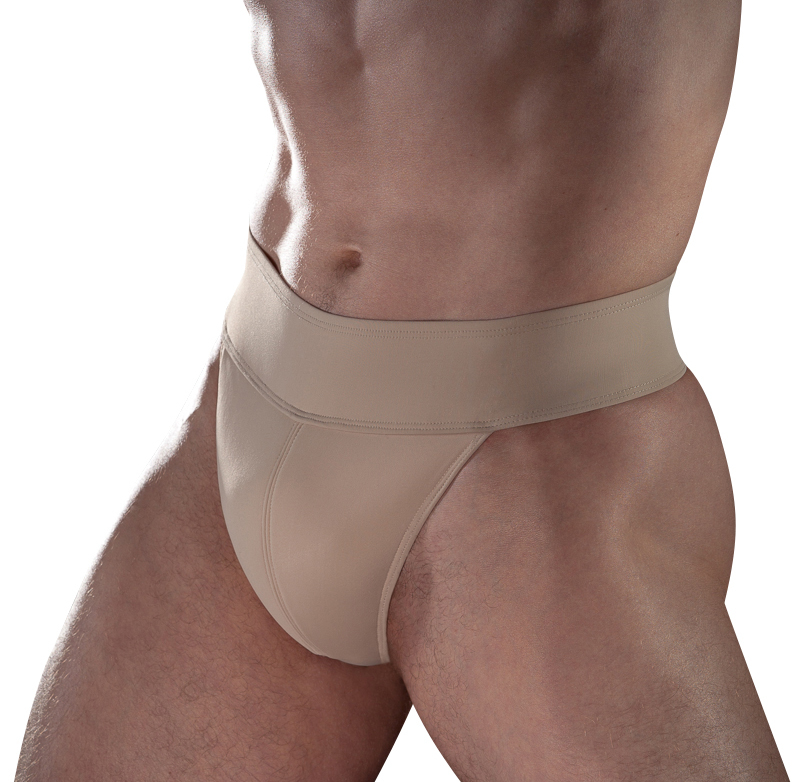

Банда́ж бале́тный, или банда́ж (англ. dance belt — букв. «танцевальный пояс», дэнс-белт) — своего рода специализированное нижнее бельё в балете для танцовщиков-мужчин, позволяющее скрыть от зрителей особенности их анатомии и одновременно поддерживающее гениталии, защищая от возможных травм.
Известен с 1930-х годов, с тех пор его конструкция и дизайн совершенствуются.

## Описание
По дизайну бандаж напоминает мужское облегающее нижнее бельё, но имеет более мощный эластичный широкий пояс, который связан с передней треугольной панелью, закрывающей и надёжно поддерживающей мужские половые органы, а сзади — узкая полоска эластичной ткани, утопленная между двух ягодиц, проходящая между ногами к передней панели в паху. Поскольку материал растяжим, это обеспечивает достаточную свободу активным мышцам туловища и ног во время танца.
Бандаж вполне удобен, когда он подходящий по размеру, хорошо сидит и правильно надет: мужские анатомические части должны плотно прилегать к нижней части живота в поднятом (направленном вверх) положении. После того, как всё отрегулировано, внутри бандажа ничего не должно перемещаться, независимо от того, какие па, прыжки, изгибы или растяжения совершает артист. Передняя треугольная часть, непосредственно прижимающая гениталии, может быть сконструированной из двух слоёв хорошо растяжимой ткани типа бифлекс или также может быть добавлен тонкий слой лёгкого набивочного материала, чтобы ещё более деликатно сгладить рельеф. Благодаря правильной посадке бандажа зрительно удлиняются пропорции ног танцовщика. Бандаж отцентровывает контуры анатомии артиста, а её детализация становится не такой заметной для аудитории, чтобы не отвлекать её внимание от танца. Как правило, в передней части мешочка не бывает никакого шва, как в обычном нижнем белье для мужчин, так как шов будет заметен через тончайшее балетное трико.
Цвет бандажа обычно бежевых тонов — чтобы быть ближе к оттенку кожи артиста, это делает его менее заметным под просвечивающимся трико. Реже бандажи выпускаются в белом и чёрном исполнении.
Бандаж могут носить не только артисты балета, а и мужчины, связанные с эстетикой внешнего вида, желающие поддержки при ношении плотной, облегающей и обычно эластичной одежды, например, костюмов разных танцевальных стилей, фигуристов, гимнастов, наездников.

## История
Нужно отбросить сюжет, обойтись без декораций и пышных костюмов. Тело танцовщика — его главный инструмент, его должно быть видно.
Издавна мужчины-танцовщики в балете носили расшитые камзолы и панталоны, туфли на каблуках и вычурные головные уборы. Но и в то время уже стремились к открытости ног — главной балетной мужской красоте.
В начале XIX века швед по происхождению, реформатор Шарль Дидло, возглавлявший тогда балетную часть Петербургского театрального училища, упразднил тяжёлую «униформу» танцовщиков в России.
Во второй половине XIX века французский воздушный гимнаст, Жюль Леотар, выступавший в цирке на трапеции, ввёл в обиход облегающую спортивную одежду с совмещёнными низом и верхом, — прообраз современного спортивного купальника, — названного его именем — Leotards.
Кардинальный прорыв к открытости мужского сценического костюма был совершён в 1911 году В. Нижинским, с подачи А. Бенуа осмелившимся выступить во всём, что требовалось по роли, — трико, рубашке, колете, но без обязательных тогда коротких штанишек.
Принято считать, что первые образцы, аналогичные современным бандажам, появились в 1900-х годах, хотя описания в старых балетных книгах, где обсуждается мужской гардероб, датируются 1930-ми годами. Изготовлялись они из цельного куска нерастяжимой, похожей на холст ткани, спереди имели ширину около 12 см, сужались к паху вполовину и снова расширялись к пояснице до 8—9 см. Плоская передняя панель не имела ни выточек, ни растяжек, чтобы хоть как-то соответствовать мужской анатомии, — из-за сильного сдавливающего эффекта, оказываемого на половые органы, артисты прозвали их Nutcracker (букв. — «раскалывающий яички»). Преимуществом данного исполнения было в том, что оно давало отличную поддержку мышцам спины и живота.
В СССР на протяжении долгого времени артисты балета выступали в специальных трусиках, поддетых под трико и штанах-ватонах или кюлотах поверх бёдер, в то время как на западе уже со второй половины XX века мужчины могли выходить в одном бандаже. Откровеннее чем у других наряды на советской сцене могли позволить себе единицы: В. Чабукиани, Р. Нуреев в Ленинграде, М. Лиепа в Москве. Более открытые чем прежде мужские костюмы стали появляться в постановках балета «Спартак» в хореографии Леонида Якобсона (1956, 1962), Игоря Моисеева (1958) и Юрия Григоровича (1968), где танцовщики выступали с имитацией набедренных повязок. Но боязнь за характером и физической доблестью мужского танца разглядеть человеческую форму, его естество нередко приводила к забавным казусам:

…в журнале «Советский балет» главный редактор лично отсматривала фотографии танцовщиков. Поскольку на фото могли пропечататься выпуклости, что имеются в паху у мужчин. А в ЦК подобные откровенности не одобрялись. Вот почему и беспокоилась главный редактор. И если обнаруживала преступную фотографию с явно выраженным на ней мужским достоинством, то достоинство в обязательном порядке ретушировалось.
— Владимир Котыхов, «Московский комсомолец» 5 июля 2000
Есть много табу на тему бандажа; но на самом деле всё просто: его используют из эстетических соображений и соображений безопасности. Сегодня я не могу танцевать без его защиты, но когда я был маленьким мальчиком на Кубе, я не хотел, чтобы мои друзья знали, что я танцовщик или что я ношу бандаж.
«Как так можно?!» — недоумённо реагировали в Петербургском Малом театре оперы и балета имени Мусоргского во время постановки в 1996 году «Поцелуя Саломеи» Василием Медведевым, его ассистенту чеху Станиславу Феко приходилось убеждать танцовщика Сергея Басалаева, что и на академической сцене можно быть в одном бандаже….
Домыслов и разговоров о нижнем белье артистов-мужчин было всегда больше, чем о нижнем белье балерин. Но даже в профессиональной среде, где готовят будущих артистов, тема была неудобной для обсуждений и вызывала неловкость, как среди преподавателей, так и обучающихся. Носить трико и демонстрировать свою анатомию было и остаётся сложной задачей для каждого начинающего танцовщика, испытывающего социальный дискомфорт и, вероятно, уже сталкивавшегося с поддразниваниями сверстников за занятие танцами. Но ситуация меняется, всё больше мест, где можно получить инструкции об особенностях, подходящих моделях и размерах бандажей.

## Современный дизайн
Развитие технологий производства эластичных тканей на западе к началу 1980-х годов, создание новых видов материалов, таких как лайкра и нейлон дали производителям балетной одежды новый толчок. Компания Capezio С. Капецио стала первой, кто в 1981 году выпустили модель с узкой полоской из эластичной ткани сзади вместо прежнего ремешка.
Ныне известно порядка десяти производителей — лидеров балетной одежды для мужчин, включая российскую — Grishko. Некоторые из них возглавляют бывшие балетные артисты разных трупп, которые и теперь разрабатывают новый дизайн на основе собственных представлений об идеале.

## Комментарии
1. ↑  Русскоязычные артисты балета традиционно называют эту часть костюма просто — бандаж[1].